# Earophila atrox
Earophila atrox är en fjärilsart som beskrevs av Leo Schwingenschuss 1924/1925. Earophila atrox ingår i släktet Earophila och familjen mätare. Inga underarter finns listade i Catalogue of Life.